# Wstaję
Wstaję – singel polskiego piosenkarza Grzegorza Hyżego i producenta muzycznego Tabba z albumu studyjnego, zatytułowanego Z całych sił. Singel został wydany 27 maja 2014 roku.
Kompozycja znalazła się na 2. miejscu listy OLiA, najczęściej odtwarzanych utworów w polskich rozgłośniach radiowych.

## Geneza utworu i historia wydania
Piosenka została napisana i skomponowana przez Bartosza Zielonego i Wojciecha Łuszczykiewicza.
Singel ukazał się w formacie digital download 27 maja 2014 w Polsce za pośrednictwem wytwórni płytowej Sony Music Entertainment Poland. Kompozycja została umieszczona na debiutanckim albumie studyjnym Grzegorza Hyżego – Z całych sił.

## „Wstaję” w stacjach radiowych
Nagranie było notowane na 2. miejscu w zestawieniu OLiA, najczęściej odtwarzanych utworów w polskich rozgłośniach radiowych.

## Teledysk
Do utworu powstał teledysk, który udostępniono 29 lipca 2014 za pośrednictwem serwisu YouTube.

## Notowania

### Pozycje na listach airplay
| Kraj   | Lista             | Najwyższa pozycja |
| ------ | ----------------- | ----------------- |
| Polska | OLiA              | 2                 |
| Polska | AirPlay – Nowości | 3                 |